# Orseille (teinture)

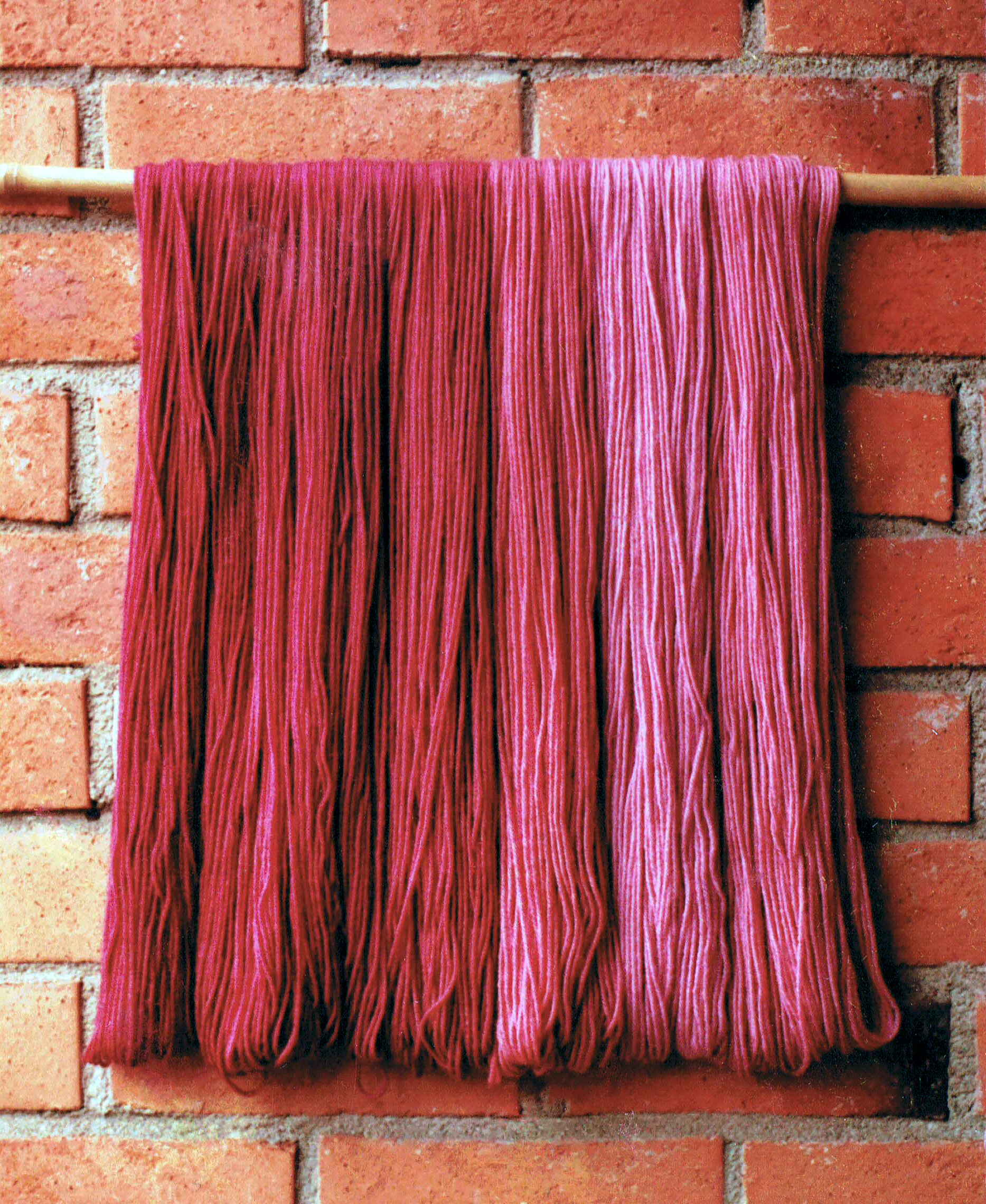
Laine teinte avec l'orseille.

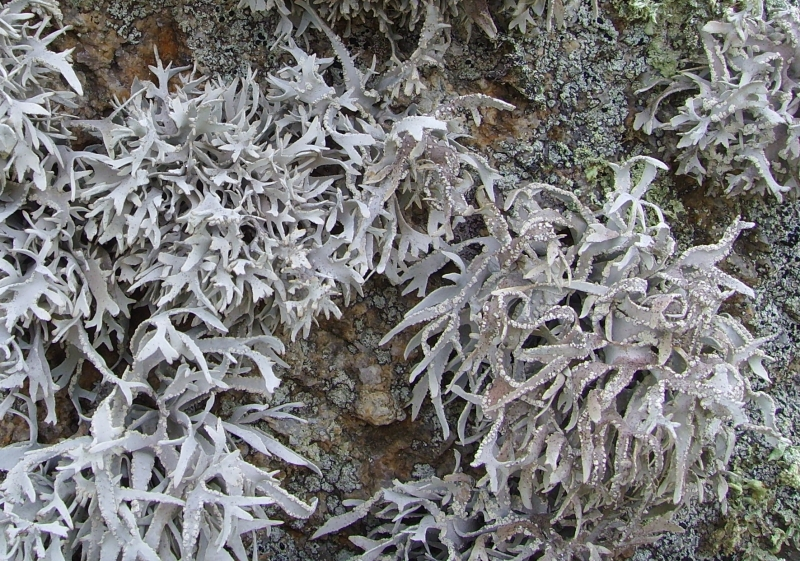
Roccella fuciformis, l'un des lichens les plus utilisés pour la production de l'orseille.

Pour les articles homonymes, voir orseille.
L'orseille est une substance colorante de couleur pourpre, extraite de certains lichens,  globalement appelés « lichens à orseille » ou simplement « orseilles ». 
Si l'utilisation traditionnelle de lichens à des fins tinctoriales est sans doute immémoriale, on fait remonter au début du XIVe siècle les débuts d'une industrie de l'orseille. 

## Caractéristiques
Le composé chimique actif est l'orcinol, qu'on trouve par exemple dans les lichens Roccella tinctoria ou Roccella canariensis, présents dans les îles de Macaronésie, notamment les îles Canaries, et sur la côte occidentale de l'Amérique du Sud.

## Historique
De la redécouverte des îles Canaries par les Européens vers 1300 jusque vers la fin du XIXe siècle, l'industrie de l'orseille (teinturerie de type azurage) est une activité économique florissante dans certaines localités textiles : notamment Grainville-la-Teinturière, dans le Pays de Caux, lieu de naissance de Jean de Béthencourt (1362-1425), un des principaux conquérants des îles Canaries au XVe siècle. 